# Corancez
Corancez – miejscowość i gmina we Francji, w Regionie Centralnym, w departamencie Eure-et-Loir.
Według danych na rok 1990 gminę zamieszkiwało 420 osób, a gęstość zaludnienia wynosiła 62 osoby/km² (wśród 1842 gmin Regionu Centralnego Corancez plasuje się na 743. miejscu pod względem liczby ludności, natomiast pod względem powierzchni na miejscu 1297.).